# Israa Bejaoui
Pour les articles homonymes, voir Bejaoui.
Israa Bejaoui, née le 2 mars 2006, est une haltérophile tunisienne.

## Carrière
Israa Bejaoui est triple médaillée d'argent dans la catégorie des moins de 55 kg aux championnats d'Afrique 2023 à Tunis.
Elle obtient une médaille d'or à l'arraché et deux médailles d'argent à l'épaulé-jeté et au total dans la catégorie des moins de 55 kg aux championnats d'Afrique 2024 à Ismaïlia.
Aux Jeux africains de 2023 à Accra, elle est triple médaillée de bronze dans la catégorie des moins de 59 kg.
Elle est triple médaillée d'argent dans la catégorie des moins de 59 kg aux championnats d'Afrique 2025 à Moka.